# Womenswold
Womenswold est un village et un civil parish située à environ 7 miles (11 km) au sud-est de Canterbury, dans le comté du Kent, en Angleterre, et à 1 mile à l'est de l'autoroute A2. La paroisse se compose de trois hameaux : Womenswold, Woolage Village et Woolage Green.